# Runowo Sławieńskie
Runowo Sławieńskie (deutscher Name Klein Runow) ist ein Dorf im Nordwesten der polnischen Woiwodschaft Pommern und gehört zur Stadt-und-Land-Gemeinde Kobylnica (Kublitz) im Kreis Słupsk (Stolp).

## Geographische Lage
Das Haufendorf Runowo Sławieńskie liegt elf Kilometer westlich von Słupsk (Stolp) und neunzehn Kilometer östlich von Sławno (Schlawe) an einer Straße, die die polnische Landesstraße 6 (frühere deutsche Reichsstraße 2, heute auch Europastraße 28) Danzig–Stettin  bei Sycewice (Zitzewitz) mit der Woiwodschaftsstraße 209 bei Tychowo ((Wendisch) Tychow) Sławno–Bytów (Bütow) verbindet. Zwei Kilometer nördlich des Dorfes befindet sich die Bahnstation Reblino an der Staatsbahnstrecke 202 Danzig–Stargard.
Nachbarorte sind: im Norden Reblino (Reblin), im Osten Widzino (Veddin) und Kończewo (Kunsow), im Süden Słonowice (Groß Schlönwitz) und Dobrzęcino (Dubberzin) sowie im Westen Komorczyn (Kummerzin) und Sycewice (Zitzewitz).
Die Landschaft ist flachhügelig. Die höchste Erhebung am südlichen Rand des Dorfes misst 67 Meter über NN.

## Ortsname
Runow bzw. Ruhnow als Ortsbezeichnung gibt es öfter, ebenso den Ortsnamen Runowo in Polen. Klein Runow ist die Bezeichnung im Unterschied zur Groß Runow (Runowo) östlich von Stolp.

## Geschichte
Über den Ursprung von Klein Runow liegen keine Nachrichten vor. Am 15. März 1598 wurde das Dorf von Paul von Below gekauft. 1666 wird auch Joachim Reinhold von Krockow als anteiliger Besitzer neben Bertram von Below genannt. 1699 gab Bertram von Below den Ort an seinen Schwiegersohn Johann Peter von Puttkamer auf Jeseritz (Jezierzyce) ab, doch lösten 1733 die von Below auf Gatz (Gać) und Reddentin (Redęcin) das Dorf wieder ein.
1784 hat Klein Runow ein Vorwerk, vier Bauern, drei Kossäten und einen Schulmeister. Das Dorf blieb bis 1945 im Besitz von Mitgliedern verschiedener Linien der Familie von Below. 1874 baute Oktavio von Below das neue – heute nicht mehr vorhandene – Gutshaus, das damals als Sehenswürdigkeit galt. Letzter Gutsherr auf Klein Runow (mit einer Flächengröße von 384 Hektar) war Gerd von Below, der 1953 in sowjetischer Gefangenschaft starb.
Bis 1945 war Klein Runow ein Dorf im Landkreis Schlawe i. Pom. im Regierungsbezirk Köslin der preußischen Provinz Pommern. Es gehörte zum Amt Reddentin, zum Standesamt Besow (Bzowo) und zum Amtsgericht Stolp.
Am 8. März 1945 besetzte die Rote Armee den Ort. Im Laufe des Jahres 1947 begann die Übernahme der Höfe durch polnische Familien. 1950 war die Vertreibung der deutschen Bevölkerung abgeschlossen. Klein Runow ist heute unter dem Namen Runowo Sławieńskie ein Teil der Gmina Kobylnica, gehört aber nicht mehr – wie der polnische Name es vermuten lässt – zum Powiat Sławieński (Kreis Schlawe), sondern zum Powiat Słupski (Kreis Stolp) in der Woiwodschaft Pommern (bis 1998 Woiwodschaft Stolp).

## Runowo-Kolonia (Annaburg)
Zur Gemeinde Klein Runow gehörte vor 1945 die Ortschaft Annaburg (anfangs polnisch Mirocin, dann Runowo-Kolonia), eine Siedlung mit neun Bauernhöfen. 1706 wurde der Ort (mit Teilen von Reblin) von Johann Peter von Puttkamer auf Jeseritz erworben.

## Kirche
Vor 1945 war Klein Runow ein Dorf im evangelischen Kirchspiel Groß Schlönwitz (Słonowice) im Kirchenkreis Schlawe der Kirchenprovinz Pommern der Kirche der Altpreußischen Union.
Seit 1945 ist Runowo Sławieńskie Teil der römisch-katholischen Pfarrei Słonowice im Dekanat Sławno im Bistum Köslin-Kolberg der Katholischen Kirche in Polen. Evangelische Kirchenglieder werden heute vom Pfarramt der Kreuzkirche in Słupsk (Stolp) in der Diözese Pommern-Großpolen der Evangelisch-Augsburgischen Kirche in Polen betreut.

## Schule
Die Volksschule von Klein Runow, deren Gebäude 1860 errichtet wurde, lag vor 1945 an der Straße nach Annaburg (Runowo-Kolonia). Die Schülerzahl lag bei 35 Kindern. Letzter deutscher Lehrer war Karl Ziehlke.